# Sylvia Rwabogo
Sylvia Rwabogo, cũng là Sylvia Rwaboogo, là một nhà báo và chính trị gia người Uganda. Bà làm Đại diện Phụ nữ của Quận Kabarole, tại Quốc hội khóa 10 (20162020), tại Quốc hội Uganda.

## Bối cảnh và giáo dục
Rwabogo sinh ra ở quận Kabarole vào ngày 12 tháng 5 năm 1976. Cô theo học tại các trường học ở Ugandan cho đến khi cô tốt nghiệp lớp 4 năm 1994. Cô tiếp tục lấy chứng chỉ về Kế hoạch và Quản lý dự án từ Đại học Makerere, năm 1998. Cô học tiếp chứng chỉ về khoa học máy tính, lấy được năm 2000, cũng từ Đại học Makerere. Năm 2002, Rwabogo tốt nghiệp Văn bằng Báo chí và Quản lý truyền thông, từ Học viện Quản lý Uganda, tại Kampala, thủ đô và thành phố lớn nhất ở Uganda. Cô cũng có bằng Cử nhân Nghệ thuật, được trao tặng bởi Mountains of the Moon University, tại Fort Portal, ở khu vực phía Tây của Uganda.

## Sự nghiệp trước chính trị
Rwabogo bắt đầu sự nghiệp của mình vào năm 1997, làm nhân viên chương trình cộng đồng cho sự phát triển của phụ nữ và trẻ em. Sau đó, cô làm việc như một huấn luyện viên cộng đồng cho một tổ chức phi lợi nhuận có tên là Liên minh truyền thông châu Phi, phục vụ trong cương vị đó cho đến năm 2000. Trong một năm, cô làm phóng viên tin tức thực tập cho tờ báo Tầm nhìn mới.
Trong mười ba năm tiếp theo, cho đến năm 2015, cô đã làm việc ở nhiều năng lực khác nhau với một số đài phát thanh, bao gồm (a) Voice of Toro (b) Better FM và (c) Lượt FM.

## Sự nghiệp chính trị
Bắt đầu từ năm 2006, trong mười năm tiếp theo, Sylvia Rwabogo làm việc với tư cách là thành viên của chính quyền quận Kabarole, bao gồm cả chức vụ Bí thư Hội đồng quận Kabarole trong bảy năm, với tư cách là Ủy viên hội đồng quận trong 5 năm năm năm; với một số vai trò chồng chéo trong thời gian đó.
Năm 2016, bà đã giành được cử tri đại diện phụ nữ Kabarole với tư cách đại diện đảng chính trị của Phong trào Kháng chiến Quốc gia.
Trong cuộc tranh luận tại quốc hội năm 2017 về việc loại bỏ các giới hạn về độ tuổi khỏi Hiến pháp ở Uganda, Rwabogo là một người phản đối chính sách sửa đổi tuổi.